# Playlife
Playlife és el nom dels motors no oficials de Renault després de la seva retirada oficial de la Fórmula 1 en finalitzar la temporada 1997.
L'equip Williams el va utilitzar sota la denominació Mecachrome.

## Història
Playlife va debutar al GP d'Austràlia, prova inicial de la temporada 1998 amb els pilots Alexander Wurz i Giancarlo Fisichella.
Fou utilitzat sota aquesta denominació per l'escuderia Benetton a les temporades 1998, 1999 i temporada 2000.
La temporada següent (1999) el motor era bàsicament una modificació del que havien utilitzat Williams la temporada anterior.
El mateix motor amb encara més reformes va ser anomenat Supertec i va ser utilitzat a la temporada 1999 per Williams i British American Racing.
Posteriorment aquests motors van ser emprats per l'escuderia Arrows a la temporada 2000 a la que van aconseguir la setena posició al mundial de constructors.

## A la F1
- Debut: Gran Premi d'Austràlia del 1998[2]
- Curses disputades: 49
- Victòries: 0
- Pole positions: 1 (Gran Premi d'Austràlia del 1998)
- Voltes Ràpides: 0
- Podis:  6
- Punts aconseguits al Camp. Mundial: 69
- Ultima cursa disputada: Gran Premi de Malàisia del 2000